# 釜ヶ崎地域合同労働組合
釜ヶ崎地域合同労働組合（かまがさきちいきごうどうろうどうくみあい、略称：釜合労（かまごうろう））は、大阪府大阪市西成区の釜ヶ崎（通称あいりん地区）の日雇い労働者により結成された労働組合である。1981年（昭和56年）に結成された。

## 概要
釜ヶ崎解放会館に事務所を構え、釜ヶ崎の日雇い労働者の利益を擁護する活動を行っている。大阪市当局を相手にする活動が目立つ。なお、釜ヶ崎日雇労働組合（釜日労）とは、別組織であり、非難しあう関係にある。釜ヶ崎日雇労働組合ブログでは、「釜合労」代表の稲垣浩がかつて釜ヶ崎日雇労働組合より除名されたことをあげ、さらに「釜合労」が稲垣浩の個人商店であるかというように書かれていた。2021年4月27日に組合大会が開かれ、執行委員長に稲垣浩（再任）、副執行委員長に梅澤文季（新任）が就任した。

## アクセス
南海高野線 萩ノ茶屋駅より徒歩約6分